# Microdipodops megacephalus
Espèce
Statut de conservation UICN

 LC  : Préoccupation mineure
Microdipodops megacephalus est une espèce de rongeurs de la famille des Heteromyidae. Elle comprend plusieurs sous-espèces, et vit aux États-Unis, où elle est endémique.
Cette espèce a été décrite pour la première fois en 1891 par un zoologiste américain, Clinton Hart Merriam (1855-1942).

## Liste des sous-espèces
Selon Mammal Species of the World (version 3, 2005)  (19 nov. 2012) :
- sous-espèce Microdipodops megacephalus albiventer
- sous-espèce Microdipodops megacephalus ambiguus
- sous-espèce Microdipodops megacephalus atrirelictus
- sous-espèce Microdipodops megacephalus californicus
- sous-espèce Microdipodops megacephalus leucotis
- sous-espèce Microdipodops megacephalus medius
- sous-espèce Microdipodops megacephalus megacephalus
- sous-espèce Microdipodops megacephalus nasutus
- sous-espèce Microdipodops megacephalus nexus
- sous-espèce Microdipodops megacephalus oregonus
- sous-espèce Microdipodops megacephalus paululus
- sous-espèce Microdipodops megacephalus polionotus
- sous-espèce Microdipodops megacephalus sabulonis